# Kathedraal van Châlons-en-Champagne
De Kathedraal van Châlons-en-Champagne, het vroegere Châlons-sur-Marne, (Frans: cathédrale Saint-Étienne de Châlons) is een belangrijk gotisch kerkgebouw in Frankrijk. De dom van het bisdom Châlons-en-Champagne is gewijd aan de heilige Stefanus.

## Bouwgeschiedenis

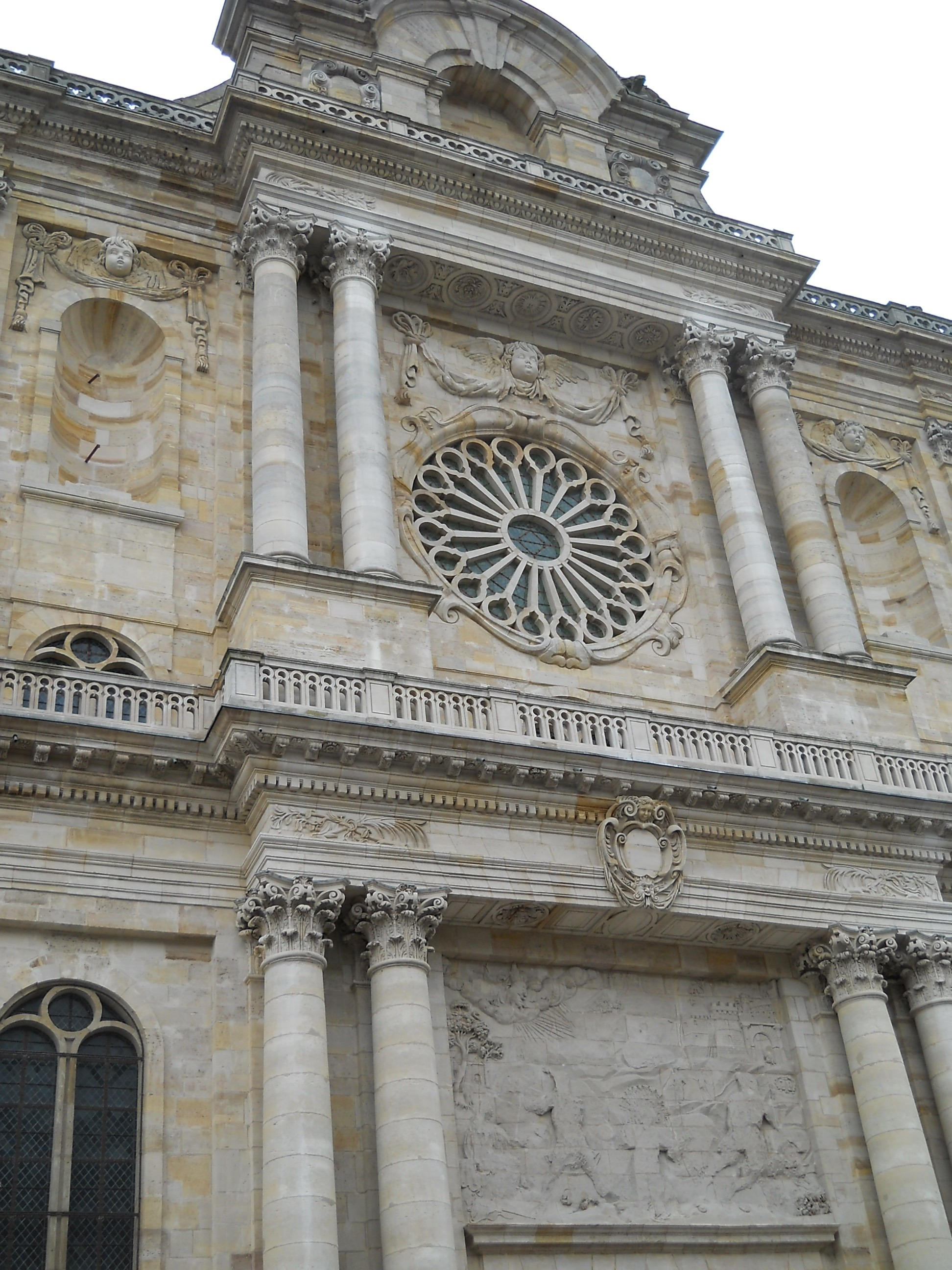
De vroeg-klassistische westgevel

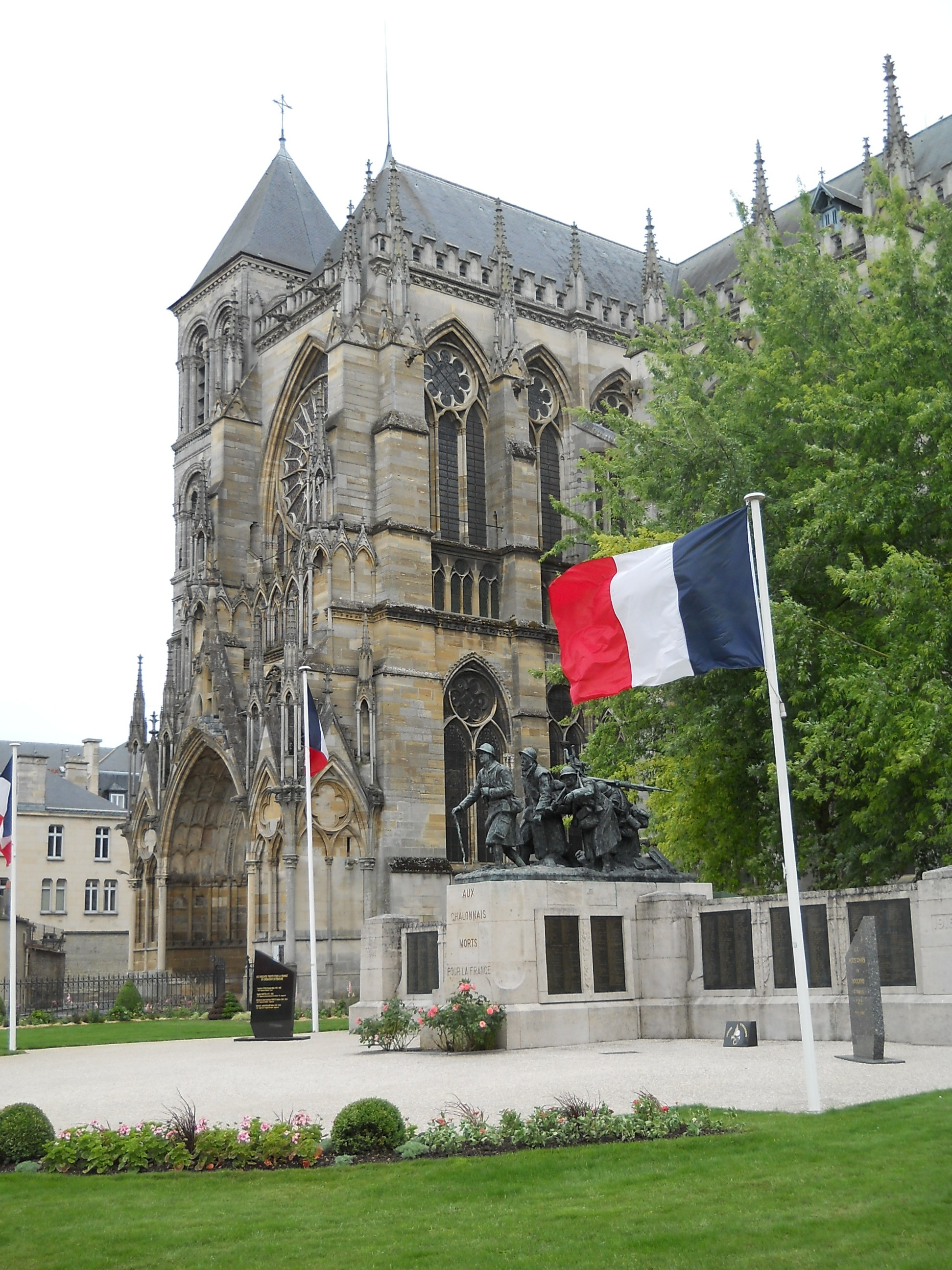
Zuidelijke dwarsbeuk met daarachter de zuidelijke toren

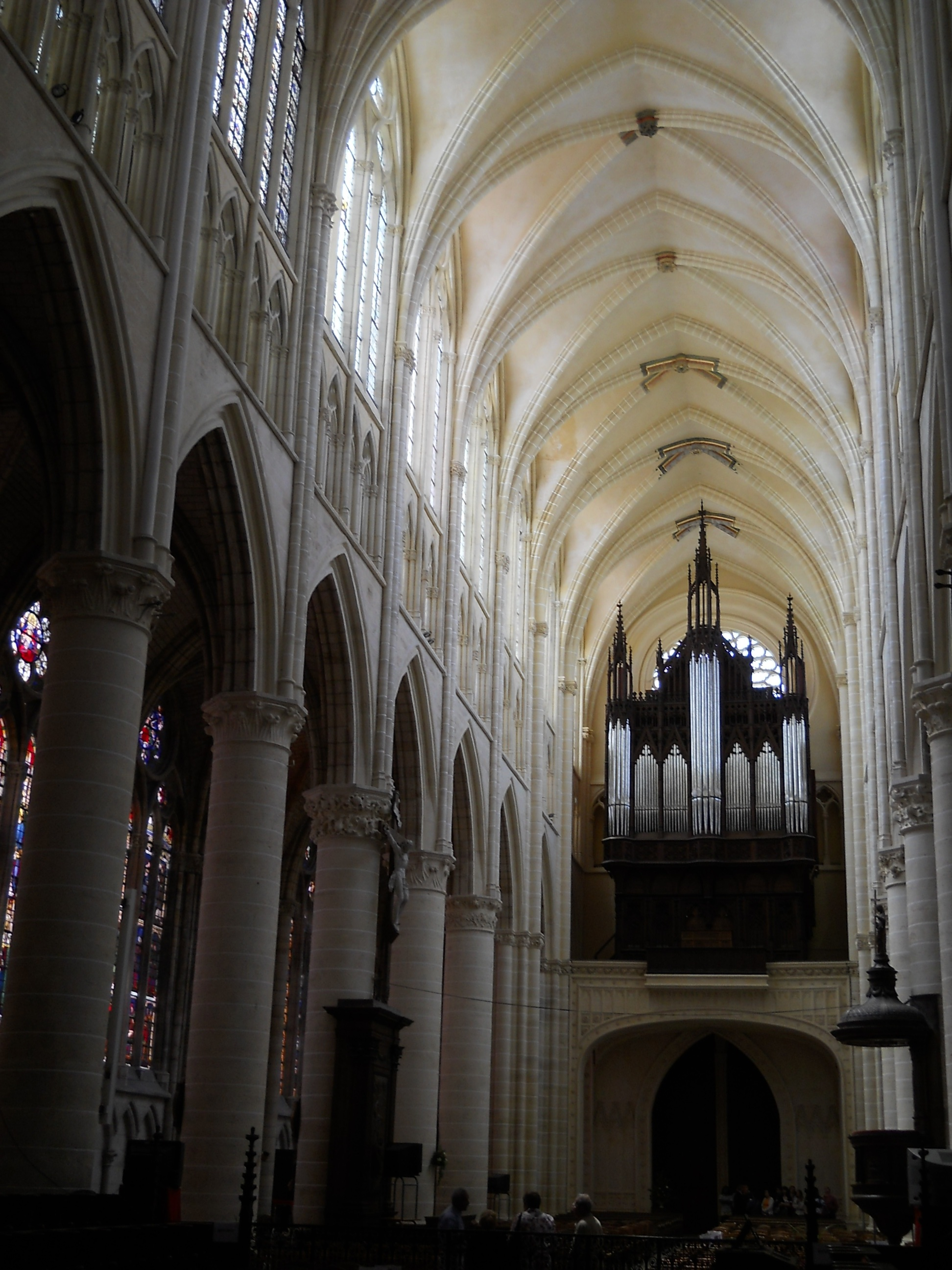
Zicht op westelijk deel, het middenschip

Op de plaats van de huidige kathedraal werd in de eerste helft van de 12e eeuw een romaanse kerk gebouwd. Deze werd op 26 oktober 1147 door paus Eugenius III ingewijd. In het jaar 1230 werd deze kerk door de bliksem getroffen en brandde af; slechts een deel van de noordelijke toren en delen van de crypte bleven behouden. De herbouw in gotische stijl volgde enkele jaren later. Tegen het eind van de 13e eeuw was de noordelijke arm van het transept, en zeven traveeën van het middenschip klaar. In de 14e eeuw volgden de kapellen van het koor en een roosvenster in het noordelijk transept. In de 15e eeuw werden drie traveeën aan het schip toegevoegd. In het jaar 1520 kwam er een spits op de noordtoren. In de 17e eeuw werd de kerk in westelijke richting met nog twee traveeën verlengd en werden zijkapellen tussen de steunberen van het schip gemaakt. Van 1628 tot 1634 werd de westgevel in klassieke stijl gebouwd. De decoraties met beelden en figuren werden tijdens de Franse revolutie vernield.
In 1668 werd de laatgotische spits van de noordtoren door bliksem getroffen. Deze stortte omlaag door het dak en de gewelven en drukte ook de crypte onder de altaarruimte in. In hetzelfde jaar werd begonnen met de restauratie.
De 19e eeuw kenmerkte zich door grootscheepse renovaties aan de kathedraal. De gewelven in het schip werden volledig vernieuwd en de zijkapellen uit de 17e eeuw weggehaald. Blinde arcaden en vensters werden gerestaureerd. De aan het zuidelijk dwarsschip in neogotische stijl gebouwde sacristie is van de jaren 1881-1882.
Tijdens de Eerste Wereldoorlog werden de kooromgang en koorkapellen in 1916 en 1918 door bommen beschadigd. In de Tweede Wereldoorlog werden in 1940 en 1944 het dak en noordelijk transept door bommen beschadigd.

## Afmetingen

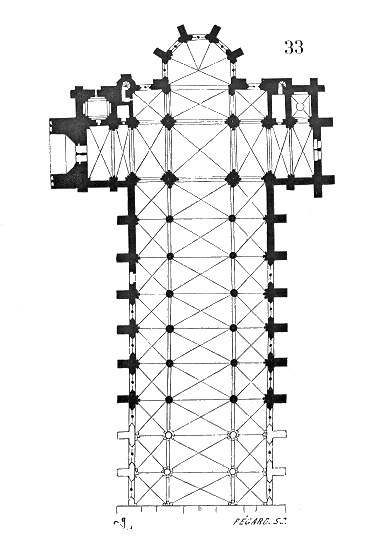
Plattegrond uit 1856, van Viollet-le-Duc

De lengte bedraagt ruim 96 meter, de breedte ruim 28 meter en het ribgewelf is tot 27 meter hoog. De centrale beuk van het middenschip is 11,70 meter breed. Het transept heeft een lengte van 40,70 meter en is 12,10 meter breed. Bij het transept staan een gotische zuidtoren en een romaanse noordtoren. De bovenste verdieping van de zuidtoren dateert uit 1907; de vensters in deze toren zijn in gotische stijl nagemaakt. De torens hebben een hoogte van 38,60 meter.
De altaarruimte ter grootte van slechts een travee wordt afgesloten met een vijfdelige apsis met daarachter drie kapellen. Deze werd in 1668 vernieuwd.

## Vensters
De glas-in-loodvensters stammen uit de 13e tot 16e eeuw, deels ook uit de neogotiek (rond 1880) en uit de 20e eeuw. De drie vensters boven het hoogaltaar zijn 13e-eeuws.

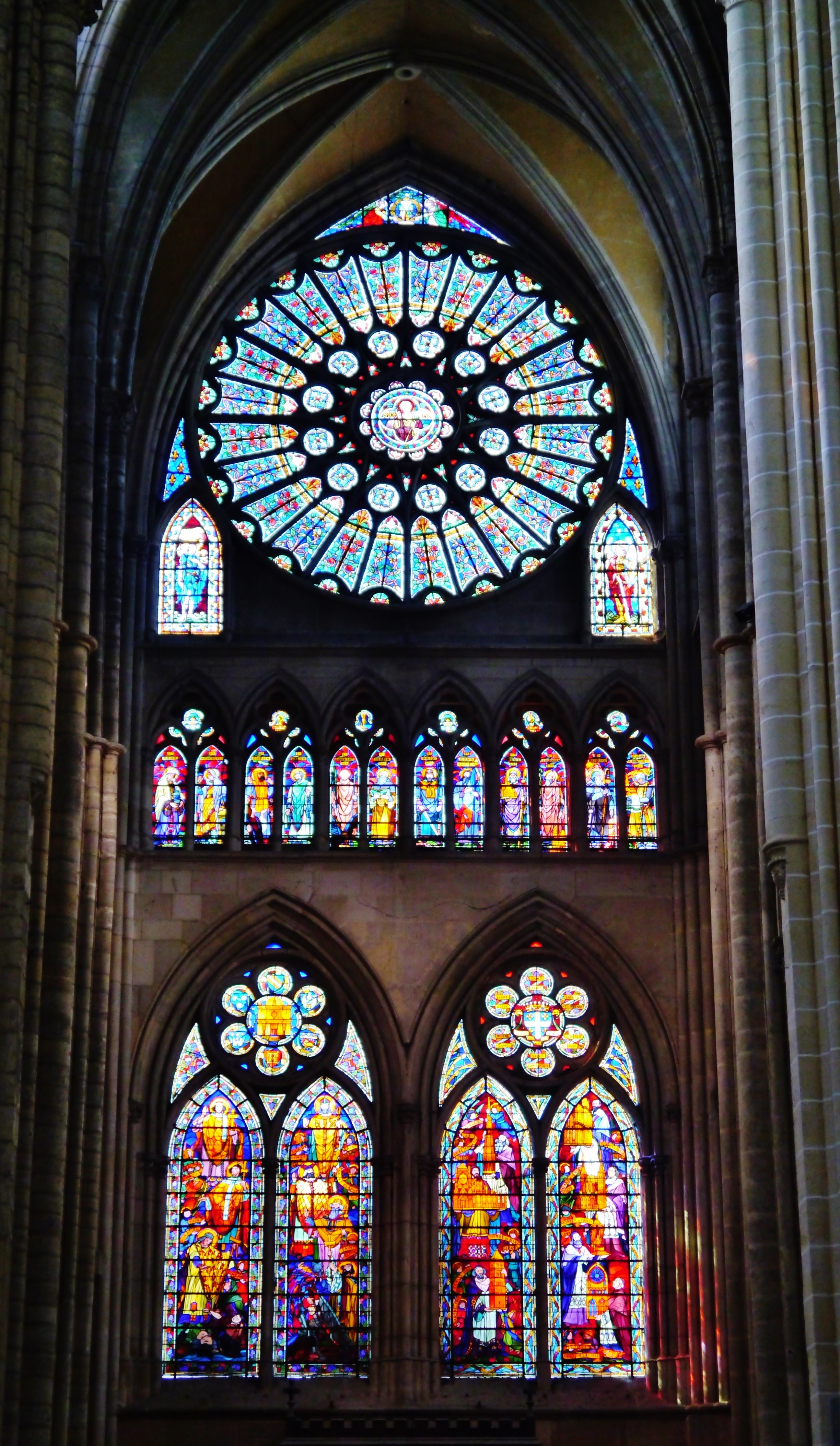
De vensters in het noordelijk dwarsschip

De muur van het noordelijk dwarsschip wordt bijna volledig ingenomen door vensters; onderaan twee dubbelvensters, daarboven zes kleine dubbelvensters met voorstellingen van de 12 apostelen en daarboven een roosvenster met 24 velden. Deze genoemde vensters zijn 14e-eeuws, de andere in dit gedeelte zijn neogotisch, uit 1892.
Het venster in het noordwesten van de kathedraal, een geschenk van Lodewijk IX van Frankrijk, is weer uit de 13e eeuw. 
In het zuidelijk dwarsschip domineren vensters uit de 14e tot 16e eeuw. Motieven zijn hier de schepping, het leven van Maria en het lijden van Christus. Voorts is er een venster met Stefanus, en een met apostelen en profeten.
Zeldzaam zijn drie vensters uit de 12e eeuw, die restaurateurs weer in elkaar hebben gezet uit segmenten, en die in de schatkamer te zien zijn. Ze tonen onder andere een kruisigingsscène.

## Interieur
De altaarruimte wordt beheerst door het hoogaltaar uit 1687 en de bisschopstroon van 1822. Met de zes marmeren zuilen lijkt het altaar op het circa 50 jaar oudere baldakijnaltaar van Bernini in de Sint Pietersbasiliek in Rome, het geldt als een van de fraaiste altaren van Frankrijk. Het volksaltaar en verdere inrichting van de altaarruimte is van 2009.
Kunstwerken zijn vooral te vinden in de kapellen van de zuidelijke zijbeuk. Vermeldenswaard zijn een houten beeld van Lodewijk van Toulouse uit de 17e eeuw, een nagemaakt heilig graf, een standbeeld „de gebonden Christus“ uit de 16e eeuw, en een schilderwerk uit de 15e eeuw dat de inwijding van de romaanse kathedraal door Eugenius III toont. Een andere kapel herbergt een altaarreliëf uit de 15e eeuw met een scène van de kruisiging. Dit reliëf is afkomstig uit de dorpskerk van Le Mesnil-lès-Hurlus in de Champagnestreek, die in de Eerste Wereldoorlog volledig werd verwoest.
In het noordelijk dwarsschip bevindt zich een reliëf uit het mausoleum van de bisschop van Châlons, Jérôme Burgensis, uit de 16e eeuw.
De kansel met houtsnijwerk die de vier evangelisten voorstellen, dateert uit 1822. In de vloer en langs de zijmuren bevinden zich een aantal grafmonumenten uit de 13e tot 15e eeuw.
Tijdens de Franse Revolutie werden vooral de lessenaar, het koorgestoelte en de sculpturen bij de portalen vernield en werd de kerk als stal gebruikt. Circa 90 waterspuwers bleven behouden.

## Afbeeldingen

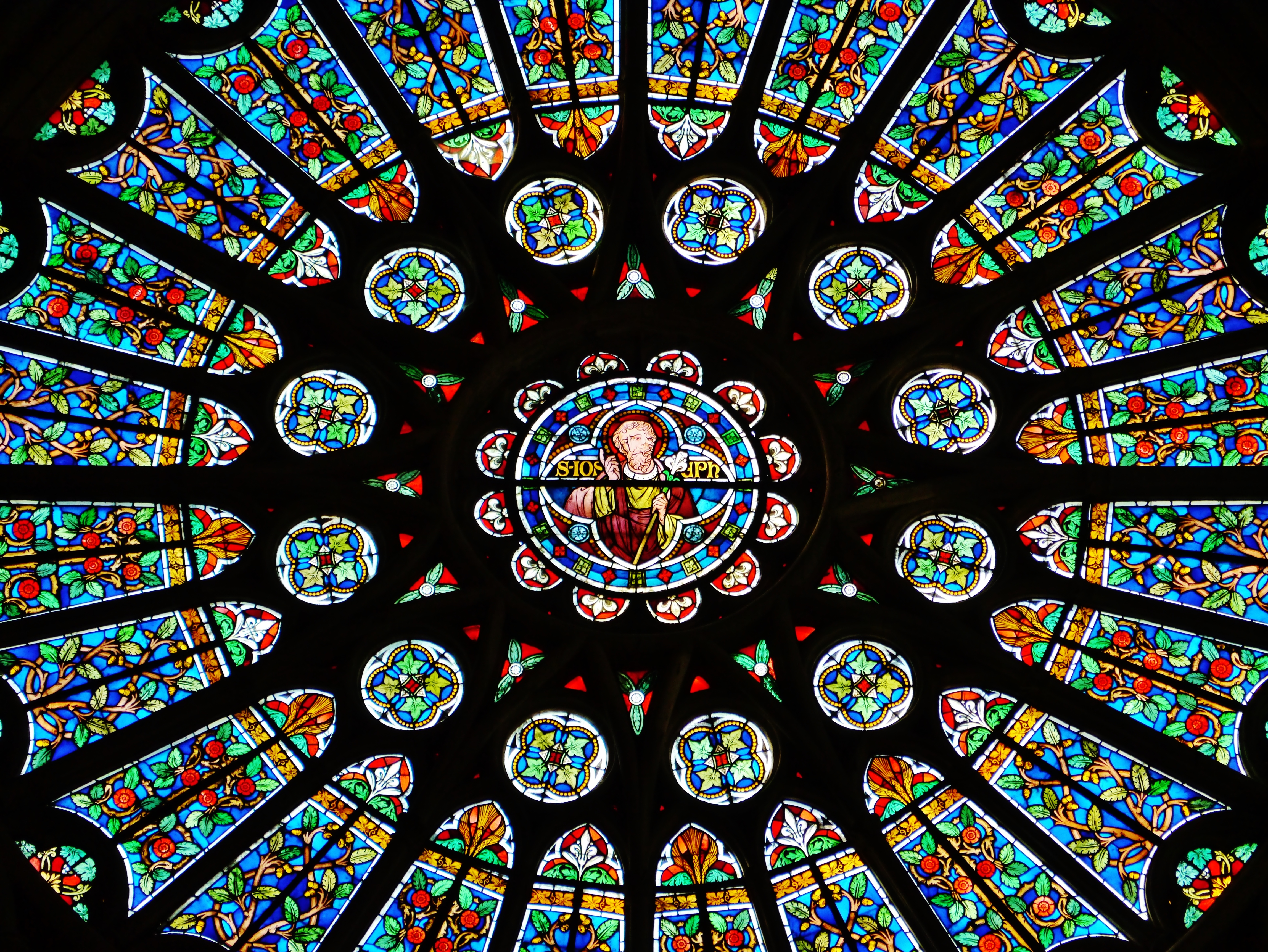
Roosvenster noordelijk dwarsschip, met Jozef in het centrum
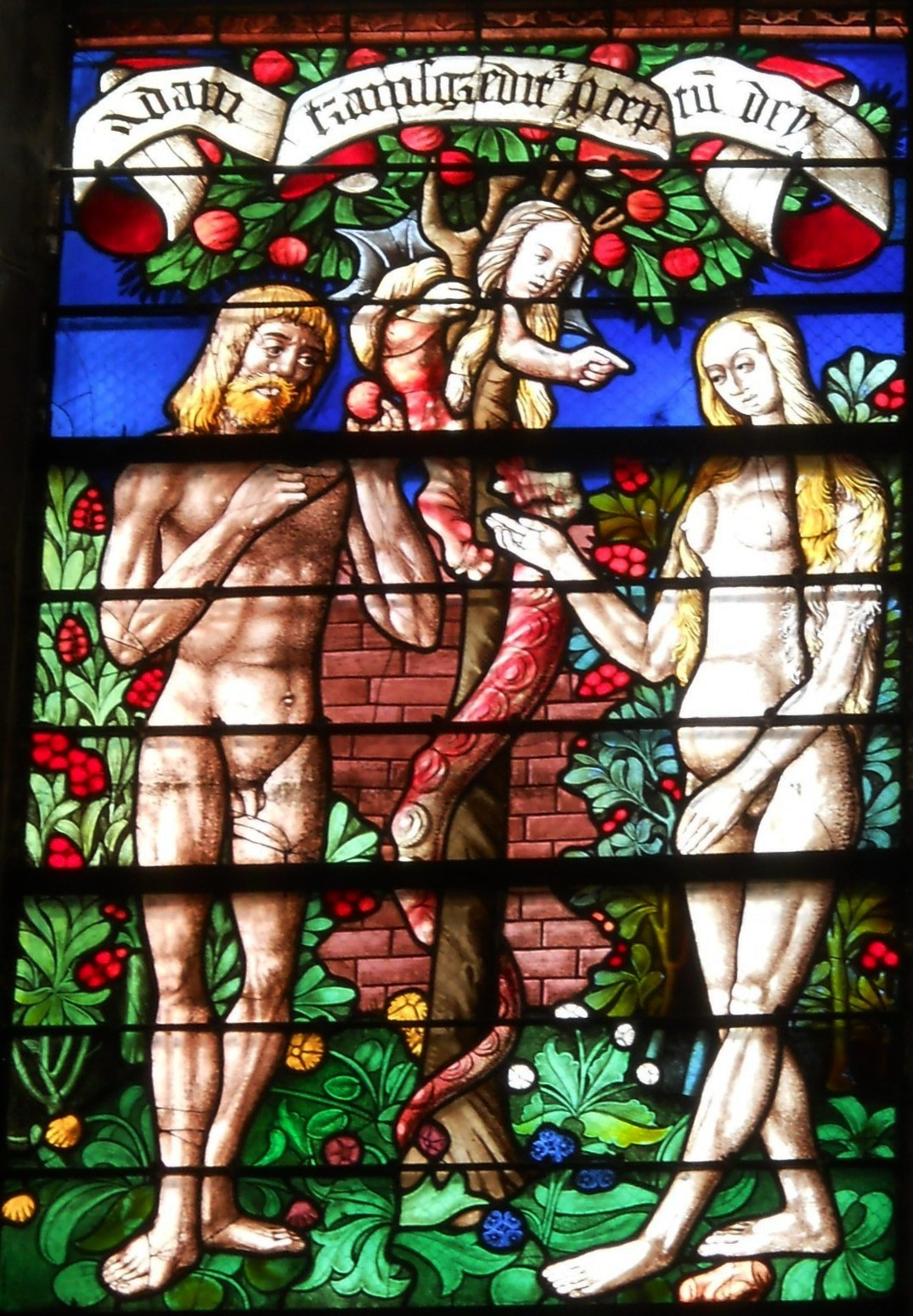
Venster in zuidelijk dwarsschip, de schepping
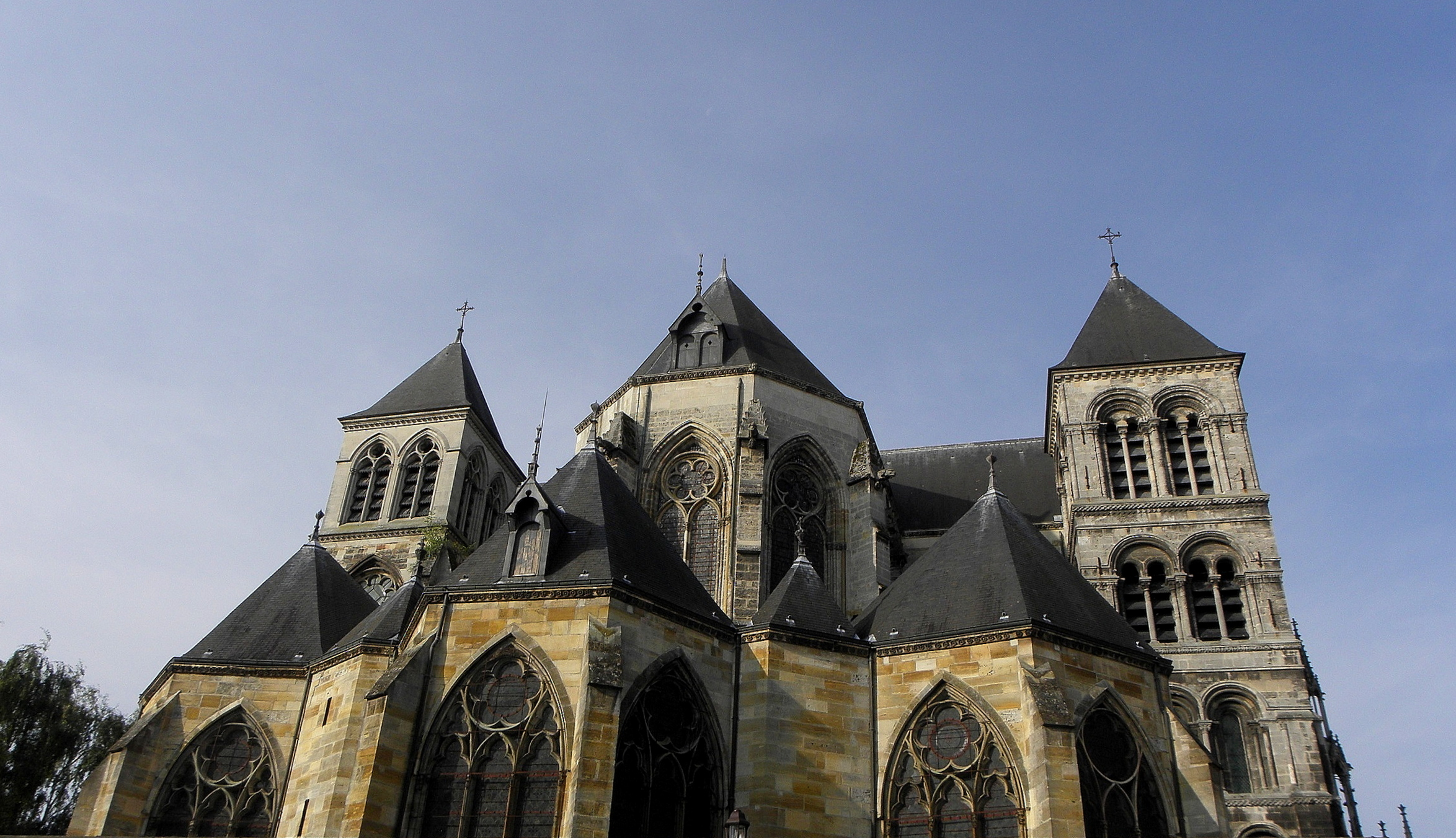
Oostzijde met apsis, daarachter het koor; zuidtoren (links) noordtoren (rechts); dak dwarsschip ertussen
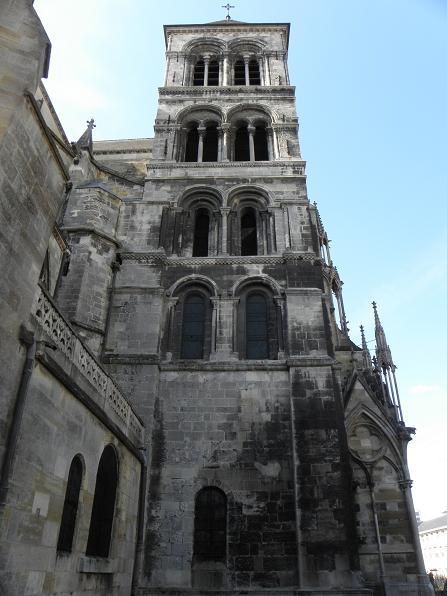
Noordelijke toren (Romaans)
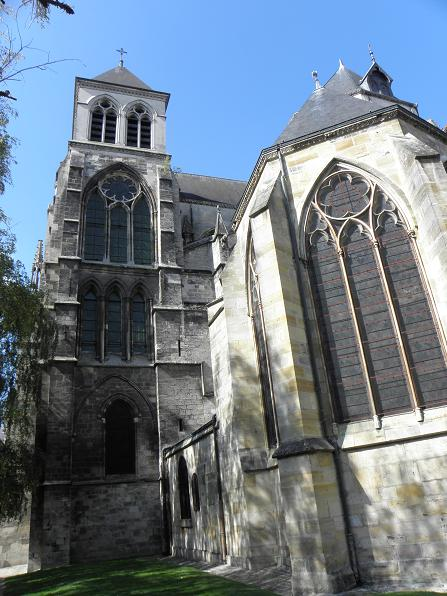
Zuidelijke toren (Gotisch)
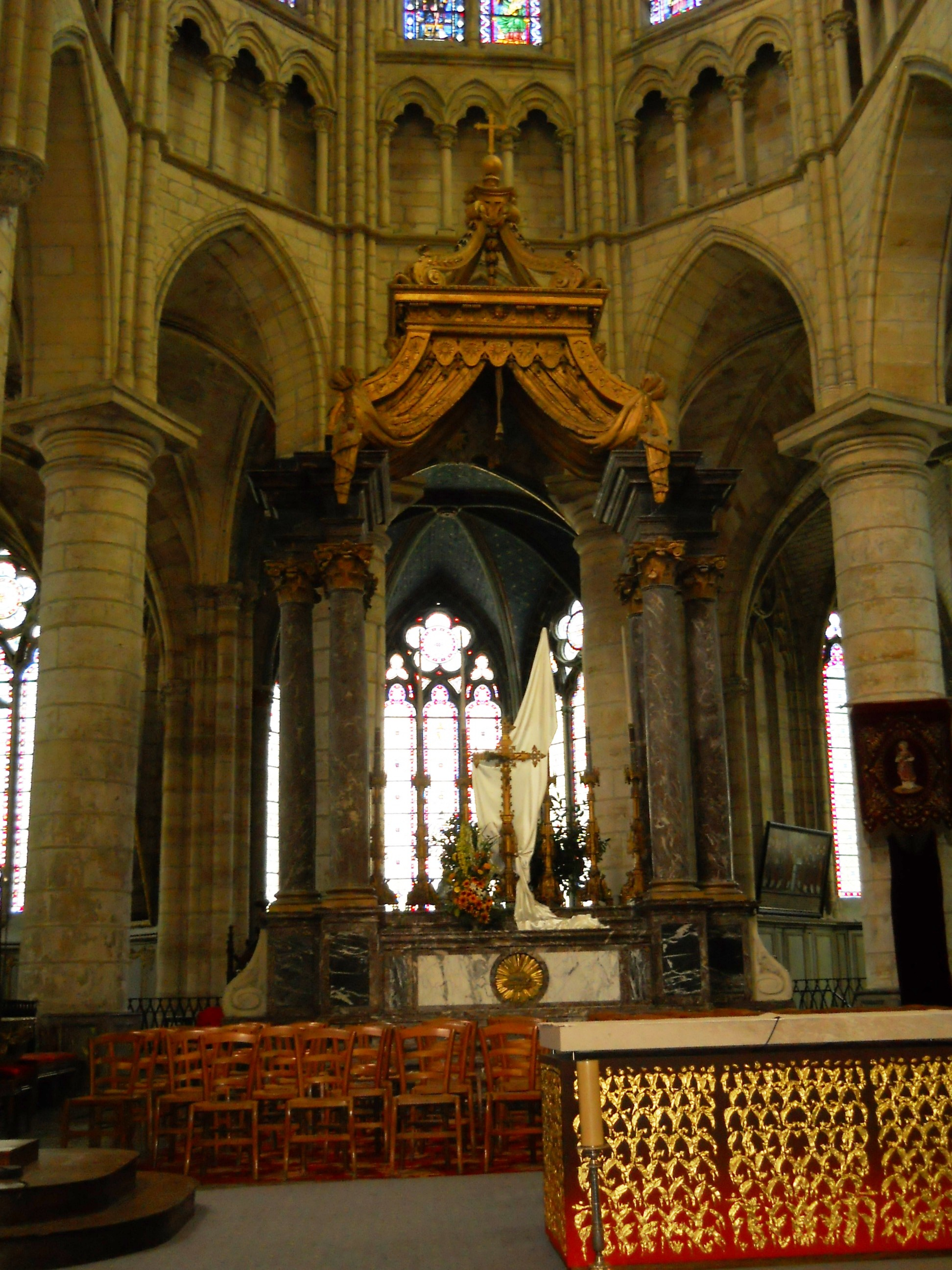
Hoogaltaar, op de voorgrond het moderne volksaltaar

Aix · Albi · Amiens · Auch · Auxerre · Bayeux · Bayonne · Beauvais · Béziers · Bordeaux · Bourges · Carcassonne · Châlons · Chartres · Clermont-Ferrand · Dijon · Évreux · Laon · Le Mans · Limoges · Lisieux · Lyon · Meaux · Metz · Nantes · Narbonne · Nevers · Orléans · Parijs · Poitiers · Quimper · Reims · Rodez · Rouen · Sées · Sens · Soissons · Straatsburg · Toul · Toulouse · Tours · Troyes